# Melanio Olmedo Bretón
Melanio Olmedo Bretón (Asunción, 19 de gener de 1932 - Minga Guazú, 4 de febrer de 2012) fou un futbolista paraguaià de la dècada de 1950.

## Trajectòria
Amb 16 anys començà a destacar al Club Sol de América de la seva ciutat natal. Jugava a la posició de defensa lateral per ambdós costats. L'any 1953, Olmedo i Eulogio Martínez es proclamaren campions d'Amèrica amb la seva selecció. El setembre de 1955 ambdós jugadors van ser fitxats pel FC Barcelona, però per la normativa de l'època no van poder debutar amb l'equip fins al 17 de juny de 1956. No obstant, no disposà de gaire minuts al primer equip, doncs coincidí amb defenses molt destacats, com Gustau Biosca, Enric Gensana o Ferran Olivella. La temporada 1956-57 fou cedit a la UE Lleida i el mes de març de 1958 obtingué la carta de llibertat, finalitzant la temporada al CE Europa de Tercera Divisió.
La següent temporada fitxà pel Lusitano d'Évora i acabà la seva carrera al Marítimo de Funchal. Jugà un partit amb la selecció catalana de futbol per celebrar les noces d'or del CE Europa, el 29 d'agost de 1957.
El 1960 abandonà la pràctica del futbol, retornant al Paraguai. En aquest país es dedicà a la política, al Partido Colorado, formació que controlà el militar Alfredo Stroessner entre 1954 i 1989, arribant a ser ministre.